# Anna Ostroumova-Lebedeva
Anna Petrovna Ostroumova-Lebedeva (ryska: Анна Петровна Остроумова-Лебедева), född 17 maj 1871 i Sankt Petersburg, död 5 maj 1955 på samma ort, var en rysk målare och grafiker. Hon var särskilt känd för sina färgträsnitt med motiv från det gamla Sankt Petersburg.